# Gyldenløvesgade (Aarhus)
 Der er flere lokaliteter med dette navn, se Gyldenløvesgade.
56°10′14″N 10°13′5″Ø / 56.17056°N 10.21806°Ø
Gyldenløvesgade i Aarhus er beliggende i bydelen Trøjborg. Den er 1902 opkaldt efter Christian 5.'s søn søofficeren Ulrik Christian Gyldenløve (1678-1719). Mange af kvarterets øvrige gader er opkaldt efter andre danske søhelte. 